# Degré Lovibond
 (avril 2021).
Si vous disposez d'ouvrages ou d'articles de référence ou si vous connaissez des sites web de qualité traitant du thème abordé ici, merci de compléter l'article en donnant les références utiles à sa vérifiabilité et en les liant à la section « Notes et références ».
Pour les articles homonymes, voir Lovibond.
Le degré Lovibond (noté °L) est une échelle de 25 valeurs utilisée pour caractériser la couleur du café, du malt torréfié, du miel, de la bière, etc.
Elle a été mise au point par le brasseur anglais Joseph Williams Lovibond (1833-1918).

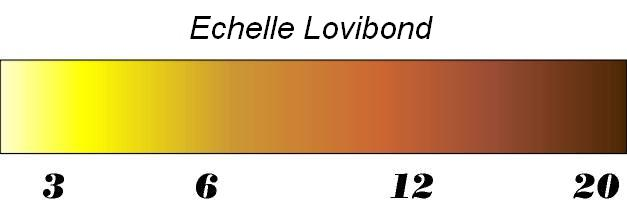
Échelle Lovibond en couleur

D'autres méthodes plus modernes ont largement remplacé le degré Lovibond. Il s'agit de : 
- La SRM (Standard Reference Method)
- L’échelle EBC (European Brewery Convention)

## Quelques formules
{\displaystyle SRM=1.3546\times Lovibond-0.76}
{\displaystyle {\mbox{EBC}}={\mbox{SRM}}\times 1.97}
{\displaystyle {\mbox{SRM}}={\mbox{EBC}}\times .508}

## Tableau récapitulatif (avec de la bière)
| SRM/Lovibond | Exemple         | Couleur de bière | EBC |
| ------------ | --------------- | ---------------- | --- |
| 2            | Pale lager      |                  | 4   |
| 3            | German Pilsener |                  | 6   |
| 4            | Pilsner Urquell |                  | 8   |
| 6            |                 |                  | 12  |
| 8            | Weissbier       |                  | 16  |
| 10           | Bass pale ale   |                  | 20  |
| 13           |                 |                  | 26  |
| 17           | Dark lager      |                  | 33  |
| 20           |                 |                  | 39  |
| 24           |                 |                  | 47  |
| 29           | Porter          |                  | 57  |
| 35           | Stout           |                  | 69  |
| 40           |                 |                  | 79  |
| 70           | Imperial stout  |                  | 138 |